# پینوپولیس (کارولینای جنوبی)
پینوپولیس(به انگلیسی: Pinopolis) شهری در ایالت کارولینای جنوبی کشور ایالات متحده آمریکا است که جمعیت آن در سرشماری سال ۲۰۱۰ میلادی، ۹۴۸ نفر بوده‌است.